# Sungai Tujoh

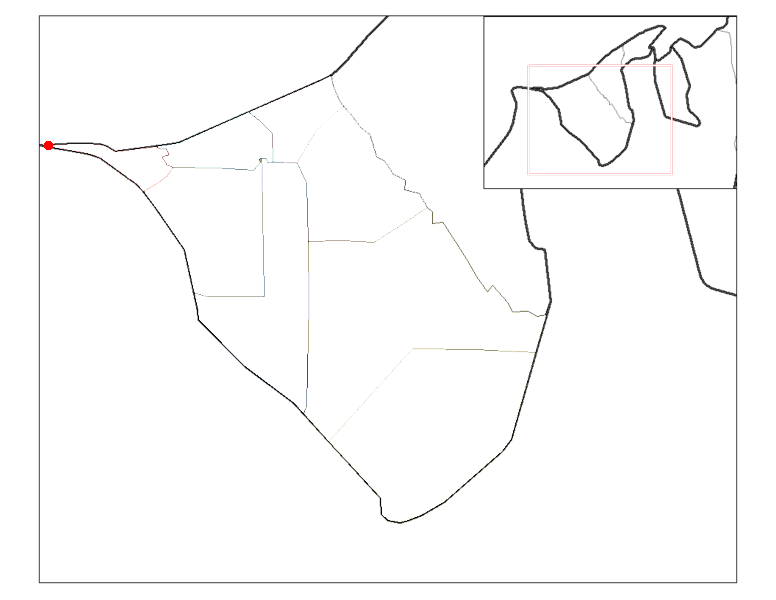
Lage von Sungai Tujoh im Mukim Belait

Sungai Tujoh (auch: Sg. Tujoh) ist der westlichste Punkt von Brunei. Das Gebiet liegt im Distrikt (daerah) Belait.

## Name
Der Name stammt von zwei malaiischen Worten: Sungai (Fluss) und Tujoh (Tujuh = 7), übersetzt: Siebter Fluss.
Gelegentlich ist die Rede von Kampong Sungai Tujoh, allerdings gibt es keine permanente Siedlung in dem Areal. Es gibt einen Zoll- und Export- sowie Immigrations-Posten in Sungai Tujoh, in dem 46 Immigration Officers stationiert sind, sowie ein Polizeiposten zur Überwachung der Grenze zu Malaysia.

## Geographie

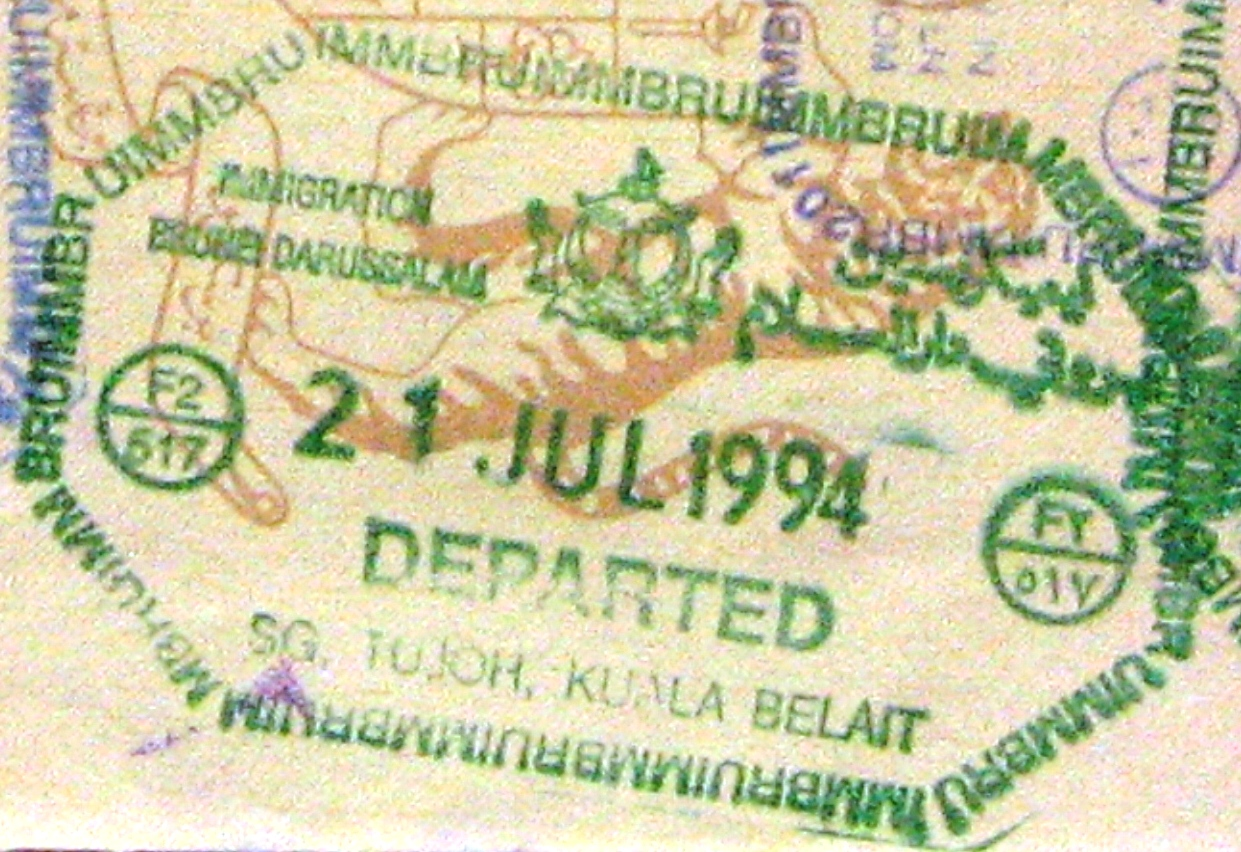
Ausreisestempel von Sg Tujoh
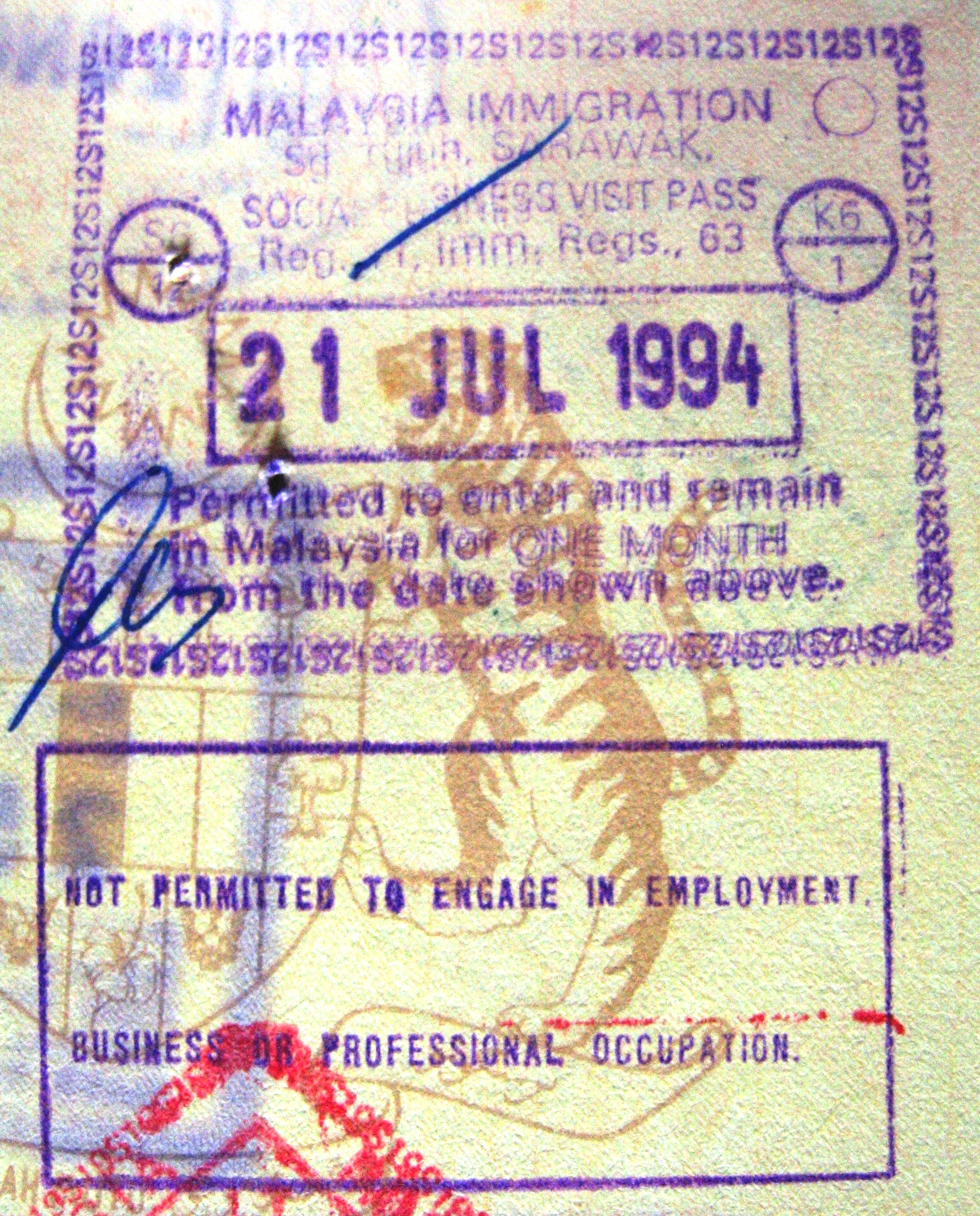

Sungai Tujoh besteht aus einem schmalen Landstreifen an der Küste des Südchinesischen Meeres im Distrikt Belait. Auf dem gegenüberliegenden Ufer des Flusses liegt Kampong Rentis im malaysischen Staat Sarawak. Die malaysische Grenze erstreckt sich südlich und westlich entlang des Flusses Sungai Tujoh und nach Osten schließt sich das Gebiet von Kampong Sungai Tiga (Sungai Enam) in Brunei an.
Der Grenzposten ist einer von vier Grenzübergängen zwischen Brunei und Sarawak und der einzige im Distrikt Belait. Die anderen drei sind Kuala Lurah (Brunei-Muara nach Limbang), Bangar (Temburong) (Puni), sowie Labu (Temburong nach Limbang und Lawas/Terusan).

## Geschichte
Sungai Tujoh wurde 1882 aufgeteilt, als Sultan Abdul Momin das Gebiet im Strombecken des Baram an die Weißen Rajas von Sarawak abtrat. Das Gebiet umfasste 30.000 km² (10.000 sqmi), gegen eine jährliche Zahlung von 6000 Dollars.
Die Grenze wurde 1958 von den Briten festgelegt, die seinerzeit die Herrschaft über die Kolonie Sarawak hatten und auch für die internationalen Beziehungen des Protektorats Brunei hatten. Ein Immigration Post wurde in den 1960ern gebaut und seither kontinuierlich ausgebaut. Die jüngsten Erweiterungen wurden anlässlich der Einweihung der ASEAN Bridge über den Sungai Baram.

## Verkehr
Die Hauptstraßen zwischen der Fährverbindung zur malaysischen Grenze und zur Rasau Bridge sind befestigt.
Von Kuala Belait zum Grenzposten Sungai Tujoh gibt es einen regelmäßigen Bustransfer, sowie eine weitere Verbindung vom Grenzposten nach Miri in Malaysia.